# اچامپت
اچامپت (به انگلیسی: Achampet) در هند است که در آندرا پرادش واقع شده‌است.

## خصوصیات
اچامپت ۷۸٫۷۲۹۰۵۰ متر بالاتر از سطح دریا واقع شده‌است.